# 자와드 엘 야미크
자와드 엘 야미크(아랍어: جواد الياميق, Jawad El Yamiq, 1992년 2월 29일 ~ )는 모로코의 축구 선수로, 현재 사우디 프로페셔널리그의 알나지마와 모로코 축구 국가대표팀에서 센터백으로 뛰고 있다.